# أندرس كارلسون (لاعب هوكي الجليد)
أندرس كارلسون هو لاعب هوكي الجليد سويدي، ولد في 5 أغسطس 1957 في السويد.

## وصلات خارجية
- أندرس كارلسون على موقع EliteProspects.com (الإنجليزية)
- أندرس كارلسون على موقع HockeyDB.com (الإنجليزية)